# Graphe acyclique
Un graphe acyclique est un graphe ne contenant aucun cycle.
Il y a deux notions différentes de graphes acycliques selon qu'on considère des graphes orientés ou non orientés.
- Graphes orientés : voir l'article détaillé, graphe orienté acyclique (on utilise ici cycle dans le sens de circuit).
- Graphes non orientés : un graphe non orienté acyclique  connexe est un arbre. Une union d'arbres est une forêt.